# High Class
High Class (Hangul: 하이클래스; RR: Haikeullasseu) es una serie de televisión surcoreana transmitida del 1 de noviembre de 2021 hasta el 6 de septiembre de 2021 a través de tvN.

## Sinopsis
La serie sigue las peligrosas mentiras e hipocresías que se esconden detrás de las vidas aparentemente perfectas de un grupo de mujeres que viven en el 0.1% superior de la sociedad.
Song Yeo-wool, es una mujer que pierde todo después de ser incriminada por el asesinato de su marido. Después del incidente, decide irse a la isla, sin embargo pronto es aislada por la gente de ahí, las cosas empeoran cuando conoce a la mujer con la que su marido estaba teniendo una aventura antes de que lo asesinaran, quien también resulta ser la madre del compañero de clases de su hijo.
Por otro lado, Nam Ji-sun es la "abeja reina" dentro de las madres de la escuela internacional donde el hijo de Yeo-wool asiste, así como la amante del esposo de Yeo-wool.
Mientras que Hwang Na-yoon es una madre soltera y la única persona que se acerca y le da su apoyo a Yeo-wool.
Finalmente Cha Do-young, es una ex actriz que ha perdido importancia por lo que sigue todo lo que Ji-sun le dice, ya que cree que así podrá volver a ser el centro de atención.

## Reparto

### Personajes principales
| Actor         | Personaje     | Nº de episodios | Notas |
| ------------- | ------------- | --------------- | --- |
| Cho Yeo-jeong | Song Yeo-wool | 16              | Es una ex abogada que pierde todo de la noche a la mañana después de ser acusada falsamente del asesinato de su esposo.                                                    |
| Kim Ji-soo    | Nam Ji-sun    | -               | Es la "abeja reina", una mujer que puede controlar la opinión pública dentro de una escuela internacional superlativa. Está casada con el cirujano plástico Lee Jeong-woo. |
| Park Se-jin   | Hwang Na-yoon | -               | Es una madre soltera y la única que le ofrece su amistad a Song Yeo-wool. Más tarde se revela que ella es la otra mujer con la que Ahn Ji-yong tuvo una hija.              |
| Ha Joon       | Danny Oh      | -               | Es un jugador de hockey sobre hielo convertido en maestro. |
| Gong Hyun-joo | Cha Do-young  | -               | Es ex actriz top que quiere volver a ser popular. Aunque está casada con Kwak Sang-gun, en realidad no se llevan bien y sólo aparentan frente a los demás.                 |

### Personajes secundarios
| Actor          | Personaje         | Nº de episodios | Notas |
| -------------- | ----------------- | --------------- | --- |
| Lee Ka-eun     | Rachel Cho        | -               | Es una joven profesora de la escuela internacional HSC que creció en Canadá. Piensa en su trabajo como un simple trabajo y apaga el teléfono del trabajo tan pronto como sale de ahí para poder continuar con sus actividades de ocio. |
| Kim Young-jae  | Dr. Lee Jeong-woo | -               | Es un cirujano cosmético que se graduó de una prestigiosa universidad médica con el más alto nivel en cirugía plástica. Dentro de la industria es conocido como la "mano de dios". Es el cariñoso y amable esposo de Nam Ji-sun.       |
| Jang Sun-yool  | Ahn Yi-chan       | -               | Es el hijo de Song Yeo-wool y Ahn Ji-yong. |
| Kim Ji-yoo     | Lee Joon-hee      | -               | Es la hija de Nam Ji-sun. |
| Park So-yi     | Hwang Jae-in      | -               | Es la hija de Hwang Na-yoon. |
| Seo Yoon-hyuk  | Kwak Si-woo       | -               | Es el hijo de Cha Do-young. |
| Lee Chae-min   | Ahn Seung-jo      | -               | [ 22 ] |
| Choi Bo-geun   | Lee Jun-mo        | -               | |
| Yoon In-jo     | Young-joo         | -               | |
| Kang Yun-jung  | Sung Kyung-ah     | -               | |
| Choi Sung-joon | Kwak Sang-gun     | -               | Es un chaebol de tercera generación equilibrado, irascible y con una personalidad condescendiente. Aunque está casado con Cha Do-young, son solo una pareja de "escaparate" que siempre está peleando.                                 |

### Otros personajes
| Actor          | Personaje        | Nº de episodios | Notas                                                                                   |
| -------------- | ---------------- | --------------- | --------------------------------------------------------------------------------------- |
| Kwon Hyuk      | Det. Ku Young-ho | -               | Es un detective de la policía que confronta a Song Yeo-wool por la muerte de su esposo. |
| Seo Jeong-yeon | Shim Ae-soon     | -               | Es una mucama que trabaja únicamente para casas VIP.                                    |
| Jung Young-joo | Maggie Chen      |                 | [ 24 ]                                                                                  |

### Apariciones especiales
| Actor        | Personaje   | Episodio(s) donde apareció | Notas |
| ------------ | ----------- | -------------------------- | --- |
| Kim Nam-hee  | Ahn Ji-yong | 1                          | Es el fallecido esposo de Song Yeo-wool. Era el representante de una empresa de gestión de activos. Desaparece y muere en un misterioso accidente de yate, lo que ocasiona que Yeo-wool comience a darse cuenta de los secretos que su ahora difunto esposo estaba escondiendo y que están relacionados con su muerte. |
| Park Eun-hye | "Sejun-mam" | 1                          | Es la responsable del conflicto sobre Song Yeo-wool en la escuela internacional. |

## Episodios
La serie está conformada por dieciséis episodios, los cuales fueron emitidos todos los lunes y martes a las 10:30pm (KST).
El episodio 12 originalmente sería estrenado el 12 de octubre de 2021, sin embargo está fue retrasada hasta el 18 de octubre del mismo año debido a la transmisión del partido de clasificación para la final de la Copa Mundial de Catar entre Corea del Sur e Irán.

### Ratings
Los números en color rojo indican las calificaciones más bajas, mientras que los números en azul indican las calificaciones más altas.
| Episodio | Fecha de emisión         | Participación promedio de audiencia | Participación promedio de audiencia |
| Episodio | Fecha de emisión         | Nacional                            | Seúl                                |
| -------- | ------------------------ | ----------------------------------- | ----------------------------------- |
| 1        | 6 de septiembre de 2021  | 3,2 % (1.ª)                         | 3,4 % (1.ª)                         |
| 2        | 7 de septiembre de 2021  | 3,379 % (2.ª)                       | 3,437 % (2.ª)                       |
| 3        | 3 de septiembre de 2021  | 3,342 % (1.ª)                       | 3,286 % (1.ª)                       |
| 4        | 14 de septiembre de 2021 | 3,986 % (1.ª)                       | 4,295 % (2.ª)                       |
| 5        | 20 de septiembre de 2021 | 2,953 % (1.ª)                       | 3,195 % (1.ª)                       |
| 6        | 21 de septiembre de 2021 | 3,856 % (1.ª)                       | 4,171 % (1.ª)                       |
| 7        | 27 de septiembre de 2021 | 4,193 % (1.ª)                       | 4,604 % (1.ª)                       |
| 8        | 28 de septiembre de 2021 | 4,489 % (1.ª)                       | 4,983 % (1.ª)                       |
| 9        | 4 de octubre de 2021     | 4,376 % (1.ª)                       | 4,283 % (1.ª)                       |
| 10       | 5 de octubre de 2021     | 4,924 % (1.ª)                       | 4,859 % (1.ª)                       |
| 11       | 11 de octubre de 2021    | 4,832 % (1.ª)                       | 5,192 % (1.ª)                       |
| 12       | 18 de octubre de 2021    | 4,254 % (1.ª)                       | 4,732 % (1.ª)                       |
| 13       | 19 de octubre de 2021    | 4,922 % (1.ª)                       | 4,693 % (1.ª)                       |
| 14       | 25 de octubre de 2021    | 4,792 % (1.ª)                       | 4,911 % (1.ª)                       |
| 15       | 26 de octubre de 2021    | 5,079 % (1.ª)                       | 4,824 % (1.ª)                       |
| 16       | 1 de noviembre de 2021   | 5,700 % (1.ª)                       | 5,781 % (1.ª)                       |
| Promedio | Promedio                 | 4,269 %                             | 4,418 %                             |

## Música
El OST de la serie está conformado por las siguientes canciones:

### Parte 1
| No. | Intérprete | Canción        | Letra | Música | Duración |
| --- | ---------- | -------------- | ----- | ------ | -------- |
| 1   | Paige      | "Dawn"         | Ruach | Ruach  | 3:34     |
| 2   |            | "Dawn" (Inst.) | -     | Ruach  | 3:34     |

### Parte 2
| No. | Intérprete | Canción                       | Letra  | Música | Duración |
| --- | ---------- | ----------------------------- | ------ | ------ | -------- |
| 1   | Kriz       | "Ready For Your Love"         | Kenzie | Kenzie | 3:20     |
| 2   |            | "Ready For Your Love" (Inst.) | -      | -      | 3:20     |

### Parte 3
| No. | Intérpretes   | Canción        | Letra              | Música             | Duración |
| --- | ------------- | -------------- | ------------------ | ------------------ | -------- |
| 1   | Onew y Elaine | "Blue"         | Kenzie y Lee In-il | Kenzie y Lee In-il | 3:51     |
| 2   |               | "Blue" (Inst.) | -                  | Kenzie y Lee In-il | 3:51     |

### Parte 4
| No. | Intérprete | Canción              | Letra                      | Música                         | Duración |
| --- | ---------- | -------------------- | -------------------------- | ------------------------------ | -------- |
| 1   | Suran      | "Stay Alive"         | December 32 y Ruid (Llwyd) | Kim Tae-young y Sung Hyun-taek | 3:08     |
| 2   |            | "Stay Alive" (Inst.) | -                          | Kim Tae-young y Sung Hyun-taek | 3:08     |

## Producción
La serie es dirigida por Choi Byeong-gil (최병길, más conocido como "Ashbun"), quien contó con el apoyo del guionista Hyun Jung (현정).
Mientras que la producción estuvo en manos de Jeong Se-ryeong, Hwang Chang-woo y Cho Hye-rin, quienes tuvieron el apoyo del productor ejecutivo Kim Geon-hong.
La primera lectura del guion fue realizada en 2021. Mientras que la conferencia de prensa en línea fue realizada el 6 de septiembre del mismo año.
La serie también tuvo el apoyo de las compañías de producción Production H y H World Pictures.

### Recepción
El 16 de septiembre de 2021, el Good Data Corporation compartió su nueva clasificación de los dramas y miembros del elenco que generaron más revuelo durante la semana. Las listas se compilaron a partir del análisis de artículos de noticias, publicaciones de blogs, comunidades en línea, videos y publicaciones en redes sociales sobre los dramas que están actualmente al aire o que saldrán al aire próximamente. La serie obtuvo el puesto número 6 dentro de la lista de dramas más comentados de la semana.
El 23 de septiembre del mismo año, Good Data Corporation compartió su nueva clasificación de los dramas y miembros del elenco que generaron más revuelo durante la semana. Las listas se compilaron a partir del análisis de artículos de noticias, publicaciones de blogs, comunidades en línea, videos y publicaciones en redes sociales sobre los dramas que están actualmente al aire o que saldrán al aire próximamente. La serie obtuvo el puesto número 9 en dentro de la lista de dramas más comentados de la semana.
El 29 de septiembre del mismo año, Good Data Corporation compartió su nueva clasificación de los dramas y miembros del elenco que generaron más revuelo durante la semana. Las listas se compilaron a partir del análisis de artículos de noticias, publicaciones de blogs, comunidades en línea, videos y publicaciones en redes sociales sobre los dramas que están actualmente al aire o que saldrán al aire próximamente. La serie obtuvo el puesto número 7 dentro de la lista de dramas más comentados de la semana, mientras que la actriz Cho Yeo-jeong ocupó el puesto número 7 dentro de los diez miembros del elenco más comentados de la semana.
El 5 de octubre de 2021, Good Data Corporation compartió su nueva clasificación de los dramas y miembros del elenco que generaron más revuelo durante la semana. Las listas se compilaron a partir del análisis de artículos de noticias, publicaciones de blogs, comunidades en línea, videos y publicaciones en redes sociales sobre los dramas que están actualmente al aire o que saldrán al aire próximamente. La serie obtuvo el puesto número 7 dentro de la lista de dramas más comentados de la semana.
El 16 de octubre del mismo año, Good Data Corporation compartió su nueva clasificación de los dramas y miembros del elenco que generaron más revuelo durante la semana. Las listas se compilaron a partir del análisis de artículos de noticias, publicaciones de blogs, comunidades en línea, videos y publicaciones en redes sociales sobre los dramas que están actualmente al aire o que saldrán al aire próximamente. La serie obtuvo el puesto número 9 dentro de la lista de dramas más comentados de la semana.
El 30 de octubre de 2021, Good Data Corporation compartió su nueva clasificación de los dramas y miembros del elenco que generaron más revuelo durante la semana. Las listas se compilaron a partir del análisis de artículos de noticias, publicaciones de blogs, comunidades en línea, videos y publicaciones en redes sociales sobre los dramas que están actualmente al aire o que saldrán al aire próximamente. La serie obtuvo el puesto número 10 dentro de la lista de dramas, más comentados de la semana.
El 2 de noviembre de 2021, Good Data Corporation compartió su nueva clasificación de los dramas y miembros del elenco que generaron más revuelo durante la semana. Las listas se compilaron a partir del análisis de artículos de noticias, publicaciones de blogs, comunidades en línea, videos y publicaciones en redes sociales sobre los dramas que están actualmente al aire o que saldrán al aire próximamente. La serie obtuvo el puesto número 9 en la lista de dramas, más comentados de la semana.